# 1913-as izlandi labdarúgó-bajnokság (első osztály)
Az Úrvalsdeild 1913-as szezonja volt az izlandi labdarúgó-bajnokság második kiírása. A bajnokságban csak egy csapat, a Fram vett részt, így értelemszerűen övé lett a bajnoki cím. Ez volt a csapat első bajnoki címe.

## Tabella
| #   | Csapat | M | Gy | D | V | LG | KG | GK | P |
| --- | ------ | - | -- | - | - | -- | -- | -- | - |
| 01. | Fram   | 0 | 0  | 0 | 0 | 0  | 0  | ±0 | 0 |

Forrás